# Анна Катаріна Дьєркс
Анна Катаріна Дьєркс, у чернецтві — Марія Адольфіна (нід. Maria Adolfina, Anna Catharina DierkxMaria Adolfina, Anna Catharina Dierkx, 1866, Північний Брабант — 1900, Тайюань) — свята Римо-католицької церкви, черниця з жіночої чернечої конгрегації «Францисканки Місіонерки Марії», мучениця.

## Біографія
Анна Катаріна Дьєркс народилася 3 березня 1866 року в бідній робітничій сім'ї. У ранньому дитинстві у неї померла мати.
У 1893 році Анна Марія вступила в чернечу конгрегацію «Францисканки Місіонерки Марії», прийнявши чернече ім'я Марія Адольфіна.
У 1898 році єпископ Франциск Фоголла займався місіонерською діяльністю в Китаї, подорожував по Європі, розповідаючи про життя китайської католицької Церкви, шукав бажаючих поїхати на місію в цю країну. Будучи в Турині на Міжнародній виставці, присвяченій китайській культурі, Франциск Фоголла познайомився там із засновницею згромадження «Францисканки Місіонерки Марії» Оленою Марією де Шаппотен, яка запропонувала йому послати в Китай кілька черниць. В результаті їх зустрічі у місію поїхала невелика група священників і черниць, серед яких була і Марія Адольфіна. Будучи на місії в Тайюані, Марія Адольфина займалася катехізацією, доглядала за бідними та сиротами.
У 1899-1900 роках в Китаї відбулося боксерське повстання, під час якого постраждало багато китайських християн. Марія Адольфіна була заарештована за наказом губернатора провінції Хебей Юй Сяня разом з групою католиків і засуджена до смертної кари, яка відбулася 9 липня 1900 року.

## Прославлення
Марія Адольфина була беатифікована 27 листопада 1946 року папою Пієм XII і канонізована 1 жовтня 2000 року папою Іоанном Павлом II разом з групою 120 китайських мучеників.
День пам'яті в Католицькій церкві — 9 липня.